# 錫多雷 (利維夫州區)
49°58′17″N 24°51′3″E / 49.97139°N 24.85083°E
锡多雷（羅馬化：Sydory）是烏克蘭西部利沃夫州佐洛奇夫區布斯克市镇的村落。面積0.59平方公里，海拔高度228米，2001年人口82，人口密度每平方公里138.98人。